# 萎縮
萎縮（いしゅく、英: atrophy）は、正常な容積に発育した臓器や組織の容積が様々な原因により減少した状態。
萎縮の形式により、実質細胞の縮小による単純萎縮と実質細胞数の減少による数的萎縮とに分類される。萎縮の原因によっても分類され、加齢などによる生理的な原因とする生理的萎縮、栄養不足を原因とする栄養障害性萎縮、神経障害を原因とする神経性萎縮、持続的な圧迫を原因とする圧迫性萎縮、活動の停止や制限を原因とする不使用性萎縮、ホルモンの欠如や不足を原因とする内分泌性萎縮、局所の貧血を原因とする貧血性萎縮に分類される。萎縮に対して、正常な臓器や組織が容積まで達しない場合を低形成あるいは形成不全、全く発育しない場合を無発生と呼ぶ。